# Írafár
Írafár est un groupe pop islandais. Son nom signifie littéralement « état chaotique » en islandais.

## Histoire
Au cours de l'été 2000, Írafár sort son premier single, Hvar er ég ?. Ils sortent deux autres singles l'année suivante. Entretemps, le groupe se popularise en Islande. Après avoir signé un contrat avec Skifan, un important label islandais, ils sortent leur premier album, Allt sem ég sé, en novembre 2002. L'album est certifié disque de platine dans leur pays d'origine et se vend à 13 000 exemplaires en 2002.
En 2003, Birgitta Haukdal, membre d'Írafár, est élue Star de l'année et Artiste pop de l'année. Elle est ensuite choisie pour représenter la radio et la télévision publiques islandaises au Concours Eurovision de la chanson 2003 à Riga, en Lettonie. Elle y interprète la chanson Open Your Heart, initialement intitulée Segðu Allt mer, et termine 8e. Haukdal tente sans succès de représenter à nouveau l'Islande à l'Eurovision en 2006 avec la chanson Mynd Af Þér.
En 2018, pour célébrer leur 20 ans d'existence, le label Alda Music sort un best-of du groupe intitulé Fáum Aldrei Nóg 1998–2018.

## Membres
- Birgitta Haukdal — chant
- Sigurður Rúnar Samúelsson — basse
- Vignir Snær Vigfússon — guitare, chant
- Andri Guðmundsson — piano
- Jóhann Bachmann Ólafsson — batterie

## Discographie

### Albums studio
- 2002 : Allt sem ég sé
- 2003 : Nýtt upphaf
- 2005 : Írafár
- 2018 : Fáum Aldrei Nóg 1998–2018 (best-of)

### Singles
- 2003 : Lag vikunnar
- 2005 : Alla tíð
- 2005 : Ég missi alla stjórn
- 2005 : Leyndarmál